# ジョバンニ・チェバ

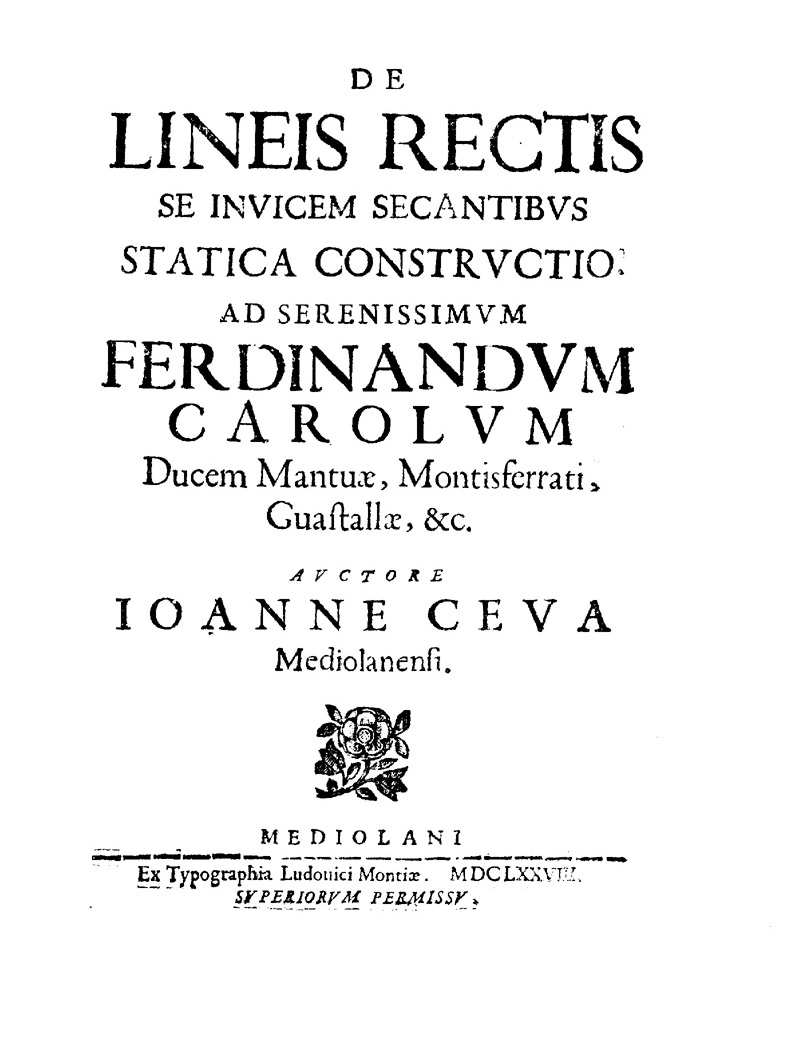
De lineis rectis se invicem secantibus statica constructio, 1678

ジョバンニ・チェバ（Giovanni Ceva、1647年12月7日-1734年7月15日)は、イタリアの数学者である。初等幾何学におけるチェバの定理を証明したことで広く知られている。弟のトンマーゾ・チェバも有名な詩人、数学者である。
チェバは、ミラノのイエズス会で教育を受けた。後にピサ大学で学び、教授になった。1686年にはマントヴァ大学の数学の教授になり、生涯そこで勤めた。
チェバはその人生の大半を幾何学の研究に費やした。1678年には、今日では「チェバの定理」と呼ばれる総合幾何学に関する有名な定理を発表した。この定理では、三角形の頂点から向かい合う辺に3つの線分を引いた時、これらは1点で交わり、三角形のそれぞれの辺に対する新しくできた線分の長さの比は同じになるということを述べている。チェバはこの新しい定理をDe lineis rectisの中で公表した。
チェバは自身の定理を公表するだけではなく、メネラウスの定理も再発見し、公表した。彼は1682年に Opuscula mathematica、1692年にGeometria Motusを出版した。Geometria Motusでは、微積分学を予想した。最終的に、チェバは1711年に数理経済学の最初の本の1つと言われるDe Re Nummerariaを著した。
チェバは、幾何学への工学や統計学の応用についても研究を行った。チェバはある時、2つの振り子の振動周期の比は振り子の長さの比と等しくなるという間違った計算をしてしまった。彼は後にその誤りに気づき、訂正した。また彼は水理学についての研究も行った。1728年にはOpus hydrostaticumを出版し、水理学の成果について論じた。実際、彼は自身の水理学の知識を使って、レノ川の水をポー川に迂回させるプロジェクトを中止させた。

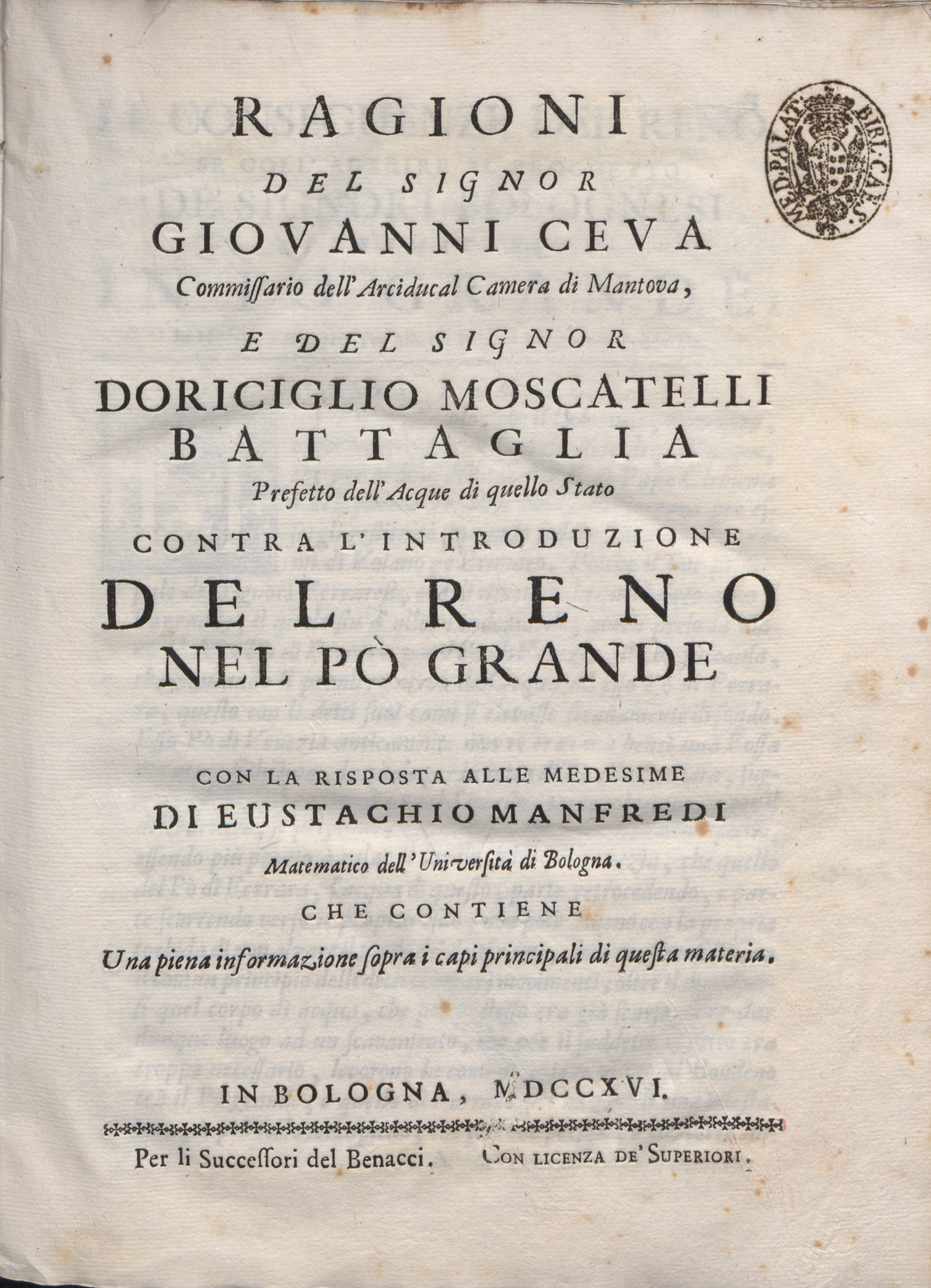
Ragioni [...] contra l'introduzione del Reno nel Pò, 1716
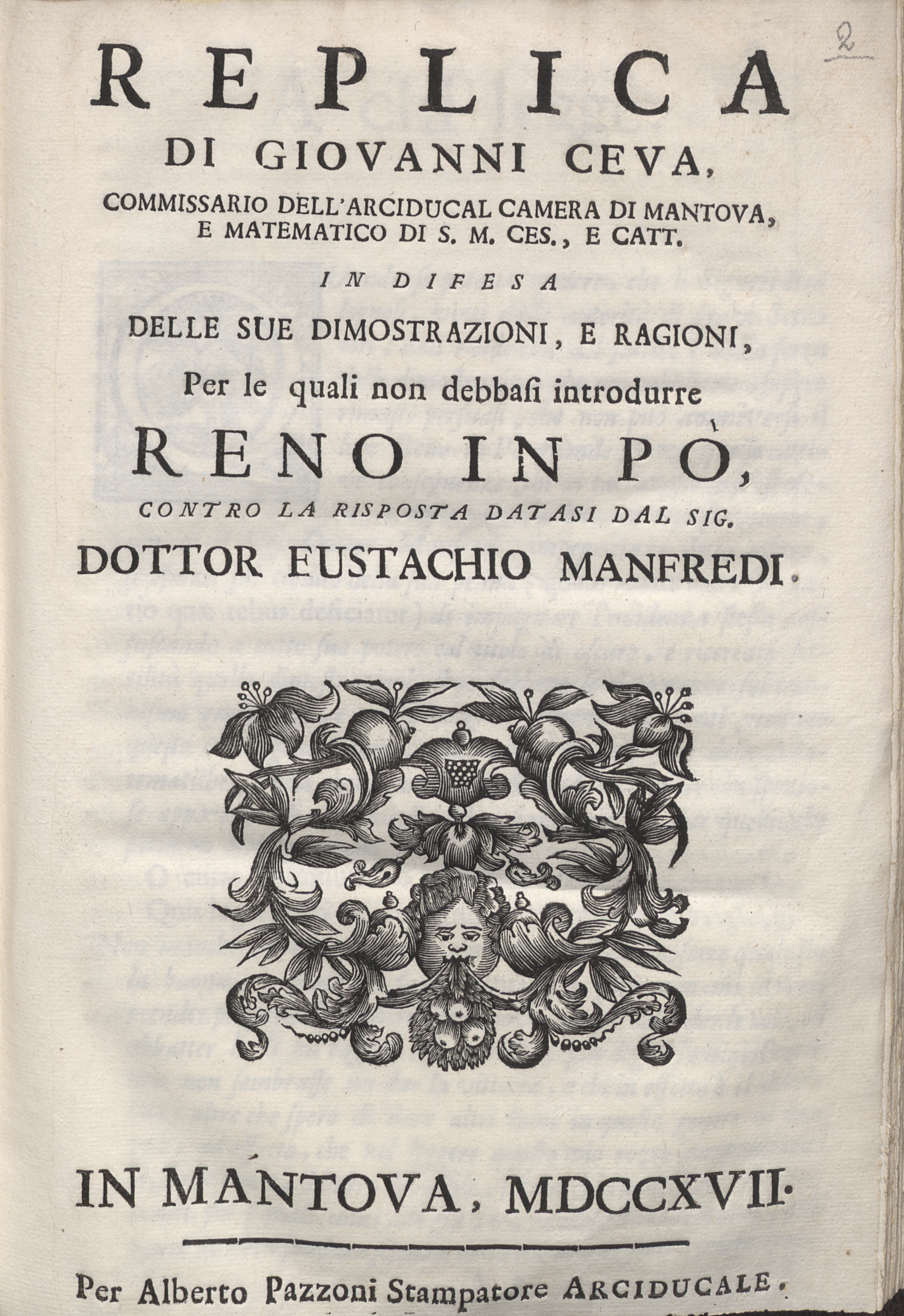
Replica [...] in difesa delle sue dimostrazioni, e ragioni per la quali non debbasi introdurre Reno in Po, 1717